# Колемето
Колемето (итал. Collemeto) је насеље у Италији у округу Лече, региону Апулија.
Према процени из 2011. у насељу је живело 1919 становника. Насеље се налази на надморској висини од 48 м.